# Georges Vuillermet
Pour les articles homonymes, voir Vuillermet.

a Compétitions nationales et continentales officielles uniquement.

Dernière mise à jour le 15 avril 2013.
Georges Vuillermet, né le 16 octobre 1878 à Lyon où il est mort le 30 mars 1956, est un joueur de rugby à XV français. 

## Biographie
Georges Vuillermet est l'auteur d'une thèse publiée à Lyon en 1906 et intitulée L'Éducation physique et sa législation en France et à l'étranger.
Joueur au Football Club de Lyon, il évolue au poste de pilier. Avec le club lyonnais, il remporte le Championnat de France en 1910 contre le Stade bordelais sur le score de 13 à 8, marquant un des trois essais de son équipe. En 1904, il est retenu au sein d'une sélection nationale de l'USFSA pour affronter le club gallois du Swansea RFC. Cette sélection n'est pas comptabilisée comme une cape car le premier match officiel de l'équipe de France de rugby à XV n'a lieu que deux ans plus tard, le 1er janvier 1906 contre l'équipe de Nouvelle-Zélande. De fait, Vuillermet ne fait pas partie des internationaux français.
Par ailleurs, il obtient de bons résultats en athlétisme : 25,98 mètres au lancer du disque en   1897 d'une part et 2,70 mètres au saut à la perche en 1899 d'autre part.
En dehors de sa carrière sportive, Georges Vuillermet occupe un poste de chef de cabinet en préfecture.

## Hommages

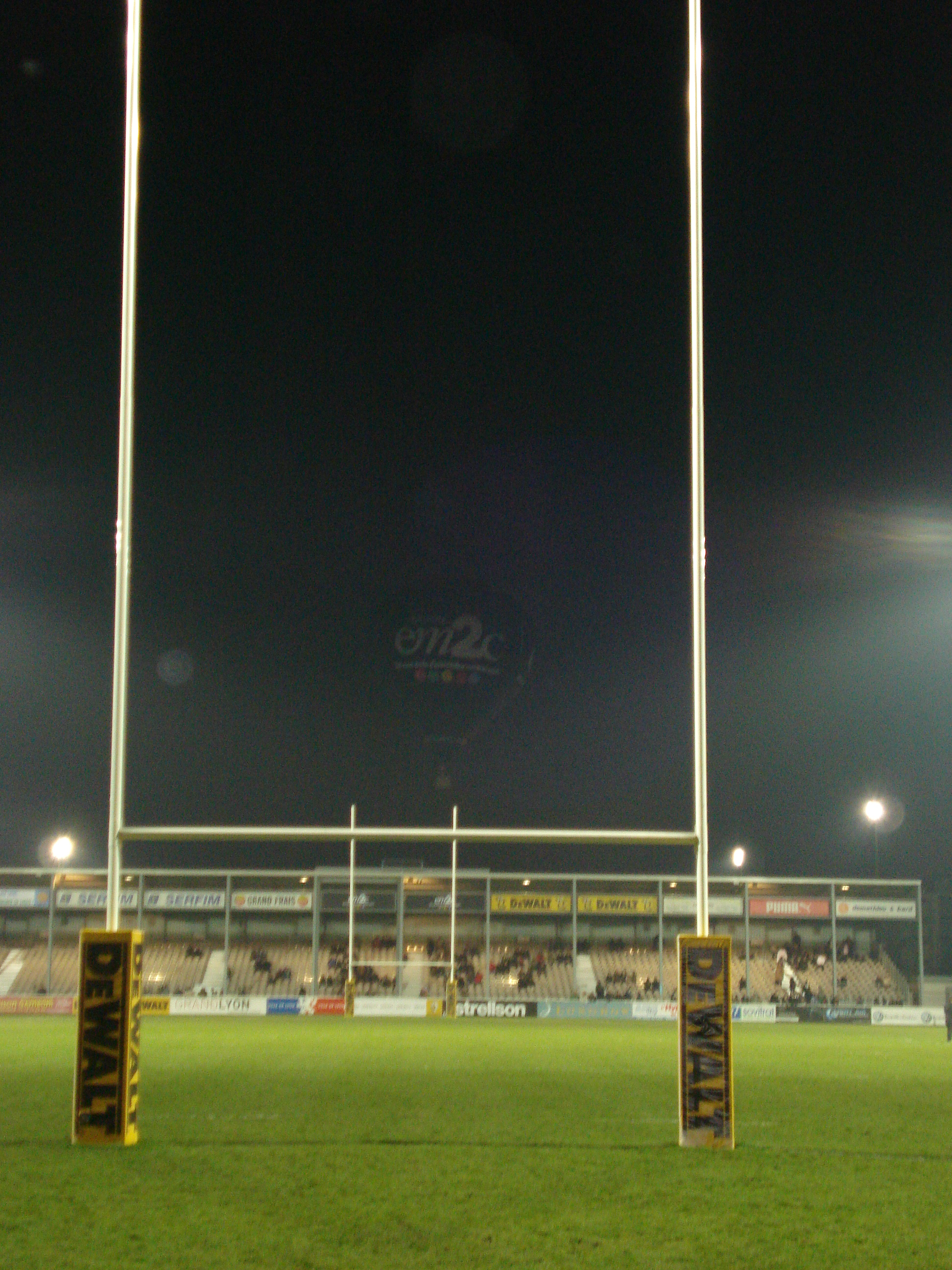
Vue du stade Vuillermet.

En hommage, un stade lyonnais porte son nom. Certaines équipes du FC Lyon y jouent régulièrement.

## Palmarès
- Vainqueur du Championnat de France en 1910